# Ingeniería de tráfico (telecomunicaciones)
En telefonía o en general en telecomunicaciones se denomina ingeniería o gestión de tráfico a diferentes funciones necesarias para planificar, diseñar, proyectar, dimensionar, desarrollar y supervisar redes de telecomunicaciones en condiciones óptimas de acuerdo a la demanda de servicios, márgenes de beneficios de la explotación, calidad de la prestación y entorno regulatorio y comercial.

## Servicio

### Demanda de servicios
Como en cualquier otro servicio público, un sistema de telecomunicaciones tiene que atender una demanda de servicio fluctuante que solo se puede predecir con un grado limitado de exactitud mediante técnicas de análisis de mercado, medición y proyección adecuadas. La demanda de servicio se entiende en diferentes aspectos: número de clientes de la red, uso de la red por dichos clientes para los distintos servicios de la red, origen y destino de las conexiones, tiempos de conexión y la evolución de los distintos aspectos en el tiempo (variaciones horarias y estacionales, previsiones de crecimiento a corto, medio y largo plazo, etc.). También se consideran las necesidades de interconexión entre diferentes operadores locales, nacionales e internacionales.

### Naturaleza del servicio
La naturaleza del servicio requiere un alto estándar de rendimiento, desde el punto de vista del usuario la gran mayoría de las demandas deben ser satisfechas con poco o ningún retraso y la calidad funcional de los servicios está regulada y estandarizada internacionalmente por la Unión Internacional de Telecomunicaciones(ITU) y en las últimas décadas por otros organismos y foros de normalización que dan respuesta a la rápida introducción de tecnologías que se produce en este campo. En la mayor parte de los países existen organismos reguladores estatales tanto del mercado nacional como de las condiciones de prestación, derechos y deberes de prestatarios o concesionarios y usuarios de servicios de telecomunicaciones.
Por otro lado, las redes de acceso, los equipos y sistemas en las centrales y los enlaces de interconexión entre centrales, que conforman redes de servicio y transporte, son caros de instalar, operar y mantener y deben ser eficientemente utilizados. Un sobredimensionamiento de la red reducirá las ganancias o provocará pérdidas a la operadora sin mejorar sensiblemente la calidad del servicio. Por el contrario, el subdimensionamento repercute en un servicio pobre y en ocasiones en penalizaciones del regulador o del propio mercado. Al mismo tiempo, la optimización y adecuación de la estructura o topología de la red y de las tecnologías aplicables, facilitan el crecimiento a futuro y la adaptación a los nuevos servicios.

### Sistemas de inventario
Un aspecto crítico y frecuentemente olvidado son los sistemas de inventario y de supervisión de la red orientados a la Ingeniería de Tráfico. La inexistencia o desactualización de inventarios son fuente de errores de planificación y diseño que provocan compras innecesarias pero también focos de desatención de la demanda y congestión. Los sistemas de supervisión aportan los datos necesarios para identificar sobrecargas e infrautilizaciones de la red y los niveles de servicio en cada punto y permiten determinar soluciones adecuadas para resolver y anticipar problemas de calidad desde el corto al largo plazo y son fundamentales para alimentar con datos de partida a los procesos de proyección de crecimiento.

### Servicios de voz
El mundo de las redes de telefonía, entendido como prestación de servicios de voz, es modernamente un caso particular ya que la evolución del sector está moviendo los esfuerzos a la integración de redes multiservicio, que facilitan voz, datos y multimedia mediante infraestructuras y procedimientos compartidos. El ejemplo más claro se tiene en las redes de telefonía celular, originalmente de voz analógica que llegan en los comienzos del siglo XXI a los móviles de tercera generación que integran voz, datos y servicios multimedia de música, entretenimiento y video. Las funciones y técnicas de Ingeniería de Tráfico en este escenario son aún más importantes dada la diversidad de tecnologías y aplicaciones que corren por las redes que, aunque complican enormemente todos estos procesos, requieren un diseño aún más cuidadoso y eficiente que las viejas redes puras de conmutación y transmisión de circuitos.

### Dimensionado de equipos
Uno de los aspectos más interesantes en diseño de redes es el dimensionado de equipos y elementos de interconexión. Cualquier intento o telecomunicación en progreso va a requerir recursos de red desde la fase de establecimiento hasta la finalización. Estos recursos, para una "llamada" particular, pueden variar en tipo o cantidad dependiendo del servicio demandado, la fase del proceso de comunicación y la propia red o redes que se atraviesen. 
Un ejemplo simple es el dimensionado de una ruta de enlaces entre centrales de conmutación de circuitos. Los clientes servidos por dos centrales dadas se comunican entre sí a través de esta ruta, la cual posee a su vez un número de enlaces o circuitos individuales por los que se puede tener una única comunicación simultánea. El objetivo del dimensionado de esta ruta es determinar el número de circuitos necesarios para satisfacer la demanda de llamadas en condiciones de calidad para los usuarios y costos para el operador óptimas para ambos.

#### Consideraciones
Siguiendo con el ejemplo, en este caso particular, es necesario considerar al menos:
- La demanda de servicio: en forma de Intensidad de tráfico que intuitivamente indica el número medio de llamadas simultáneas que los usuarios tratarán de establecer y que se ofrecerán a la ruta de enlace.
- La naturaleza del sistema de telecomunicación: determinara métodos o procedimientos específicos de cálculo. El caso más considera únicamente llamadas originadas en una de las centrales con destino a la otra y que las llamadas que traten de establecerse en un instante de tiempo que todos los enlaces estén ocupados se perderán y desaparecen del sistema, sin colas de espera y sin rutas alternativas.
- La calidad o grado de servicio que se considera para dicha ruta: en nuestro ejemplo, será el porcentaje promedio de llamadas que admitiremos se podrán perder durante el periodo definido como tiempo de observación. Este objetivo de calidad puede variar entre 0% y 100%, donde 0% implica que no se perdería ninguna llamada y 100% que se perderían todas.

Ahora bien, todos los conceptos explicados han de determinarse previamente para realizar posteriormente el simple cálculo matemático: Estudios particulares que implican aspectos regulatorios, de marketing y financieros acotan los valores recomendables de calidad de servicio de las rutas, por lo general entre 5% y 0,5%; evidentemente el 0% no se plantea, ya que como se podría deducir requeriría un número infinito de circuitos en la ruta para que la probabilidad de perder una llamada fuese 0%. Por otro lado, mediciones previas de tráfico y otros procedimientos de proyección permiten determinar aproximadamente la demanda de servicio esperada. 

## Método de dimensionamiento
El método de dimensionado aplicable en este ejemplo en Teoría de Tráfico se engloba dentro de las Fórmulas de Erlang y en particular para sistemas a pérdida es la Fórmula de Erlang-B. Es una función G%=f (n, A), donde G es el grado de servicio que resultará cuando a la ruta de n enlaces se le ofrezca una intensidad de tráfico A. Entonces, el proceso de cálculo de dimensionado, consiste en hallar el número entero de n enlaces para el valor A de tráfico estimado y el grado de servicio G prefijado a partir de la función de tráfico que aplique.
Para terminar el ejemplo con valores concretos aunque paradójicos, en una ruta que se estime aparezca en promedio una sola llamada simultánea y para la que se desea tener un grado de servicio de 50%, tan solo necesitaremos un único circuito de enlace según Erlang-B.